# Диэдральная симметрия в трёхмерном пространстве
| · Симметрии-инволюции · Cs, (*) · [ ] =           | · Циклическая симметрия · Cnv, (*nn) · [n] =     | · Диэдральная симметрия · Dnh, (*n22) · [n,2] =   |
| Группы многогранников, [n,3], (*n32)              |                                                  |                                                   |
| · Тетраэдральная симметрия · Td, (*332) · [3,3] = | · Октаэдральная симметрия · Oh, (*432) · [4,3] = | · Икосаэдральная симметрия · Ih, (*532) · [5,3] = |

Диэдральная симметрия в трёхмерном пространстве — это одна из трёх бесконечных последовательностей 
точечных групп в трёхмерном пространстве,
которые имеют группы симметрии, являющиеся абстрактными диэдральными группами Dihn (для n ≥ 2).

## Типы
Существует три типа диэдральной симметрии в трёхмерном пространстве, каждая показана ниже в трёх обозначениях: нотация Шёнфлиса, 
нотация Коксетера и орбифолдная нотация.
Хиральная
- Dn, [n,2]+, (22n) порядка 2n – диэдральная симметрия или пара-n-угольная группа

(абстрактная группа - Dihn).
Ахиральные
- Dnh, [n,2], (*22n) порядка 4n – призматическая симметрия или полная орто-n-угольная группа

(абстрактная группа - Dihn × Z2).
- Dnd (или Dnv), [2n,2+], (2*n) порядка 4n – антипризматическая симметрия или полная гиро-n-угольная группа

(абстрактная группа - Dih2n).
Для заданного n все три типа имеют вращательную симметрию порядка n вокруг одной оси (вращение на угол 360°/n не изменяет объект), 
и n вращательных симметрий порядка 2 для перпендикулярных осей. 
Для n = ∞ они соответствуют трём группам бордюра. 
Обозначения симметрий указаны в нотации Шёнфлиса, в квадратных скобках - в нотации Коксетера и в
круглых скобках - в орбифолдной нотации. 
Термин «горизонтальный» (h) используется по отношению к вертикальной оси вращения.
В двумерном пространстве (на плоскости) группа симетрии Dn вклячает зеркальное отражение относительно прямых. 
Если плоскость вложена в трёхмерное пространство, такие отражения можно рассматривать либо как сужение на плоскость зеркального отражения относительно вертикальной плоскости,
либо как сужение на плоскость вращения на 180° вокруг оси вращения. 
В трёхмерном пространстве две операции отличаются - группа Dn содержит только вращения и не содержит зеркальных отражений. 
Другая группа - циклическая или пирамидальная симметрия Cnv того же порядка 2n.
Вместе с зеркальной симметрией относительно плоскости, перпендикулярной оси вращения порядка n, мы имеем Dnh, [n], (*22n).
Dnd (или Dnv), [2n,2+], (2*n) имеет вертикальные плоскости отражения, 
проходящие между горизонтальными осями вращения, а не через них. Как результат, вертикальная ось является осью несобственного вращения порядка 2n.
Dnh является гуппой симметрии правильной n-угольной призмы, а также правильной n-угольной бипирамиды. 
Dnd является гуппой симметрии правильной n-угольной антипризмы, а также правильного n-угольного трапецоэдра. 
Dn является гуппой симметрии частично повёрнйтой призмы.
Случай n = 1 не включён, поскольку три типа симметрии равны следующим:
- D1 и C2 - группа порядка 2 простого вращения на 180°.
- D1h и C2v - группа порядка 4 с отражение относительно плоскости и поворотом на 180° вокруг прямой на этой плоскости.
- D1d и C2h - группа порядка 4 с отражением относительно плоскости и поворотом на 180° вокруг прямой, перпендикулярной плоскости.

Для n = 2 нет главной оси и двух дополнительных, а есть три равноправные оси.
- D2, [2,2]+, (222) - группа порядка 4 является одним из трёх типов групп симметрии с четверной группой Кляйна в качестве абстрактной группы.

Симметрия имеет три перпендикулярные оси вращения второго порядка. Она является группой симметрии кубоида с буквой S, написанной на двух противоположных гранях с той же ориентацией.
- D2h, [2,2], (*222) - группа порядка 8 является группой симметрии кубоида.
- D2d, [4,2+], (2*2) - группа порядка 8 является группой симметрии, например, для многогранников
  - Квадратный кубодид с диагональю, нарисованной на одной из квадратных граней и перпендикулярной диагональю на другой грани.
  - Правильны тетраэдр, растянутый в направляени прямой, соединяющей середины двух противоположных рёбер (D2d является подгруппой

Td; путём растяжения мы уменьшаем симетрию).

## Подгруппы
| D2h, [2,2], (*222) | D4h, [4,2], (*224) |

Для Dnh, [n,2], (*22n) порядка 4n
- Cnh, [n+,2], (n*) порядка 2n
- Cnv, [n,1], (*nn) порядка 2n
- Dn, [n,2]+, (22n) порядка 2n

Для Dnd, [2n,2+], (2*n) порядка 4n
- S2n, [2n+,2+], (n×) порядка 2n
- Cnv, [n+,2], (n*) порядка 2n
- Dn, [n,2]+, (22n) порядка 2n

Dnd является также подгруппой группы D2nh.

## Примеры
| D2h, [2,2], (*222) порядок 8     | D2d, [4,2+], (2*2) порядок 8                                   | D3h, [3,2], (*223) порядок 12      |
| -------------------------------- | -------------------------------------------------------------- | ---------------------------------- |
| Контуры швов баскетбольного мяча | Контуры швов бейсбольного мяча (игнорируем направленность шва) | Пляжный мяч (игнорируем раскраску) |

Dnh, [2,n], (*22n):
| призмы |

D5h, [2,5], (*225):
| Пентаграмная призма | Пентаграмная антипризма |

D4d, [8,2+], (2*4):
| Плосконосая квадратная антипризма |

D5d, [10,2+], (2*5):
| Пятиугольная антипризма | Пентаграммная скрещенная антипризма | Пятиугольный трапецоэдр |

D17d, [34,2+],  (2*17):
| Семиугольная антипризма |

## Смотрите также
- Список групп сферической симметрии
- Точечная группа в трёхмерном пространстве
- Циклическая симметрия в трёхмерном пространстве